# Rodrigo Alfonso de León
Rodrigo Alfonso de León (ca. 1210-después de 1268) fue un noble leonés e hijo ilegítimo del rey Alfonso IX de León y de su amante, la noble portuguesa Aldonza Martínez de Silva.
Fue señor de Aliger, Castro del Río y ostentó las tenencias vitalicias de los municipios cordobeses de Cabra y de Baena por lo menos hasta 1266, año en que se encuentra documentado por última vez en relación con esta última ciudad, aunque debió de vivir dos años más. y también ocupó el cargo de adelantado mayor de la frontera de Andalucía.

## Orígenes familiares
Fue hijo del rey Alfonso IX de León y de su amante Aldonza Martínez de Silva. Sus abuelos paternos fueron el Fernando II de Castilla y su primera esposa, la reina Urraca de Portugal, y los maternos fueron Martín Gómez de Silva, señor de Silva, y su esposa Urraca Rodríguez, hija, a su vez, del alférez real Rodrigo Fernández de Toroño y de Urraca Núñez.
Fue hermano de Aldonza y de Teresa Alfonso de León, y medio hermano, entre otros, de Fernando III de Castilla, rey de Castilla y León, y del infante Alfonso de Molina, padre de la reina María de Molina.

## Biografía
Nacido hacia 1214, fue señor de Aliger, Castro del Río, ejerció la tenencia vitalicia en Cabra y en Baena y fue adelantado mayor de la frontera de Andalucía. Desempeñó además el cargo de gobernador de Zamora en 1249 y, tras la conquista de la ciudad de Sevilla, que tuvo lugar en el año 1248, le fue donado el municipio sevillano de Castilleja de Talhara, actualmente despoblado.
Durante el reinado de su hermanastro, Fernando III, su nombre es mencionado en los privilegios reales, aunque nunca como confirmante en los mismos. No obstante, su situación en la corte castellano-leonesa cambió con la subida al trono de su sobrino Alfonso X de Castilla, hijo de Fernando III, pues durante el comienzo del reinado sus tíos Rodrigo Alfonso y Martín Alfonso, ambos hijos de Alfonso IX de León, fueron elevados al primer rango de la nobleza leonesa.
A finales de octubre de 1255 el infante Enrique de Castilla "el Senador", apoyado secretamente por Jaime I de Aragón, se levantó en armas contra su hermano Alfonso X, atacando desde sus ciudades de Arcos y Lebrija las tierras del rey, al tiempo que otros nobles, descontentos con Alfonso X, atacaban el reino desde las tierras de Vizcaya. Alfonso X envió a combatir contra el infante a Nuño González de Lara "el Bueno", quien le derrotó en una batalla campal, librada en las cercanías de Lebrija, y en la que las tropas alfonsinas vencieron gracias a la llegada de los refuerzos comandados por Rodrigo Alfonso de León. Después de su derrota, el infante Enrique se refugió en Lebrija, pero no pareciéndole un lugar seguro, buscó refugio en el reino de Aragón.
Rodrigo Alfonso de León desempeñó un papel clave en la defensa de la frontera de Andalucía, aunque, en opinión de algunos historiadores, no puede atribuírsele el título de Adelantado mayor de la frontera de Andalucía, al igual que ocurre con Álvaro Pérez de Castro "el Castellano", señor de la Casa de Castro y bisnieto de Alfonso VII de León. También ejerció la tenencia de la fortaleza del municipio cordobés de Baena y según los historiadores fue en el momento de su muerte cuando pasó a desempeñar dicha tenencia el infante Juan de Castilla "el de Tarifa", hijo de Alfonso X el Sabio.
Se desconoce su fecha exacta de defunción, aunque debió de ocurrir hacia 1268, dos años después de su última aparición documentada en relación con la tenencia de Baena, aunque Jaime de Salazar y Acha afirmó erróneamente que debió fallecer hacia el año 1265.

## Matrimonio y descendencia
Fruto de su matrimonio con Inés Rodríguez, hija de Rodrigo Fernández de Valduerna "el Feo", señor de Cabrera y Ribera, y de Teresa Froilaz, nacieron dos hijos:
- Aldonza Rodríguez de León (nacida hacia 1250), señora de Aliger, contrajo matrimonio con Esteban Fernández de Castro, señor de Lemos y Sarria, merino mayor de Galicia e hijo de Fernando Gutiérrez de Castro.[1]
- Juan Rodríguez de León. Falleció en su juventud y sin haber contraído matrimonio.[1]